# Italo Salvadori
Italo Salvadori (Genova, 13 maggio 1919 – ...) è stato un calciatore italiano, di ruolo attaccante.

## Caratteristiche tecniche
Giocava come centravanti.

## Carriera
Nella stagione 1937-1938 e nella stagione 1938-1939 fa parte della rosa del Venezia, con cui nell'arco del biennio gioca complessivamente 5 partite in Serie B; al termine della promozione in Serie A ottenuta nella stagione 1938-1939 Salvadori viene ceduto in prestito al Vicenza. Qui, durante la stagione 1939-1940 realizza 13 reti in 24 presenze in Serie C contribuendo alla vittoria del campionato da parte della squadra berica, con cui esordisce il 16 settembre 1939 in Rovigo-Vicenza (1-6) segnando anche una rete. Nel corso della stagione è inoltre autore di 8 reti in Coppa Italia, grazie alle quali diventa capocannoniere della manifestazione. Terminato il periodo di prestito fa ritorno al Venezia, dove rimane durante la stagione 1940-1941 (con i veneti impegnati in Serie A e vincitori della Coppa Italia) per poi essere inserito in lista di trasferimento nel 1941. A fine anno si trasferisce al Lanerossi Schio.
Nella stagione 1942-1943 ha giocato in Serie B con la maglia della M.A.T.E.R. Roma, segnando 7 reti in 14 presenze.

## Palmarès

### Club

#### Competizioni nazionali
- Serie C: 1

Vicenza: 1939-1940
- Coppa Italia: 1

Venezia: 1940-1941

### Individuale
- Capocannoniere della Coppa Italia: 1

1939-1940 (8 gol)